# شتاينباخ
شتاينباخ (بالإنجليزية: Steinbach)‏ هي مدينة كندية تقع في إقليم مانيتوبا. يبلغ عدد سكان المدينة حوالي 11,066 نسمة حسب إحصائيات سنة 2006.

## المناخ
يظهر الجدول التالي التغييرات المناخية على مدار السنة لشتاينباخ:
| البيانات المناخية لـشتاينباخ       | البيانات المناخية لـشتاينباخ | البيانات المناخية لـشتاينباخ | البيانات المناخية لـشتاينباخ | البيانات المناخية لـشتاينباخ | البيانات المناخية لـشتاينباخ | البيانات المناخية لـشتاينباخ | البيانات المناخية لـشتاينباخ | البيانات المناخية لـشتاينباخ | البيانات المناخية لـشتاينباخ | البيانات المناخية لـشتاينباخ | البيانات المناخية لـشتاينباخ | البيانات المناخية لـشتاينباخ | البيانات المناخية لـشتاينباخ |
| الشهر                              | يناير                        | فبراير                       | مارس                         | أبريل                        | مايو                         | يونيو                        | يوليو                        | أغسطس                        | سبتمبر                       | أكتوبر                       | نوفمبر                       | ديسمبر                       | المعدل السنوي                |
| ---------------------------------- | ---------------------------- | ---------------------------- | ---------------------------- | ---------------------------- | ---------------------------- | ---------------------------- | ---------------------------- | ---------------------------- | ---------------------------- | ---------------------------- | ---------------------------- | ---------------------------- | ---------------------------- |
| الدرجة القصوى °م (°ف)              | 7.2 (45.0)                   | 12.8 (55.0)                  | 21.1 (70.0)                  | 33.5 (92.3)                  | 36.0 (96.8)                  | 36.0 (96.8)                  | 35.6 (96.1)                  | 37.5 (99.5)                  | 35.5 (95.9)                  | 31.5 (88.7)                  | 23.3 (73.9)                  | 10.5 (50.9)                  | 37.5 (99.5)                  |
| متوسط درجة الحرارة الكبرى °م (°ف)  | −11.1 (12.0)                 | −7.0 (19.4)                  | 0.0 (32.0)                   | 10.7 (51.3)                  | 18.7 (65.7)                  | 22.9 (73.2)                  | 25.4 (77.7)                  | 25.0 (77.0)                  | 18.6 (65.5)                  | 10.5 (50.9)                  | −0.5 (31.1)                  | −8.5 (16.7)                  | 8.7 (47.7)                   |
| المتوسط اليومي °م (°ف)             | −16.6 (2.1)                  | −12.6 (9.3)                  | −5.4 (22.3)                  | 4.1 (39.4)                   | 11.5 (52.7)                  | 16.4 (61.5)                  | 19.0 (66.2)                  | 18.2 (64.8)                  | 12.3 (54.1)                  | 5.0 (41.0)                   | −4.9 (23.2)                  | −13.4 (7.9)                  | 2.8 (37.0)                   |
| متوسط درجة الحرارة الصغرى °م (°ف)  | −22.0 (−7.6)                 | −18.1 (−0.6)                 | −10.7 (12.7)                 | −2.6 (27.3)                  | 4.2 (39.6)                   | 9.8 (49.6)                   | 12.5 (54.5)                  | 11.4 (52.5)                  | 6.0 (42.8)                   | −0.5 (31.1)                  | −9.3 (15.3)                  | −18.3 (−0.9)                 | −3.1 (26.4)                  |
| أدنى درجة حرارة °م (°ف)            | −42.2 (−44.0)                | −43.5 (−46.3)                | −37.2 (−35.0)                | −27.5 (−17.5)                | −11.7 (10.9)                 | −3.3 (26.1)                  | 1.0 (33.8)                   | −2.0 (28.4)                  | −7.8 (18.0)                  | −21.0 (−5.8)                 | −36.0 (−32.8)                | −40.0 (−40.0)                | −43.5 (−46.3)                |
| الهطول مم (إنش)                    | 22.2 (0.87)                  | 14.5 (0.57)                  | 21.5 (0.85)                  | 30.9 (1.22)                  | 69.2 (2.72)                  | 100.1 (3.94)                 | 93.2 (3.67)                  | 73.8 (2.91)                  | 57.0 (2.24)                  | 45.9 (1.81)                  | 28.1 (1.11)                  | 24.2 (0.95)                  | 580.5 (22.85)                |
| معدل هطول الأمطار مم (إنش)         | 0.0 (0.0)                    | 1.8 (0.07)                   | 9.5 (0.37)                   | 20.2 (0.80)                  | 67.5 (2.66)                  | 100.1 (3.94)                 | 93.2 (3.67)                  | 73.8 (2.91)                  | 56.9 (2.24)                  | 40.3 (1.59)                  | 9.2 (0.36)                   | 1.0 (0.04)                   | 473.4 (18.64)                |
| متوسط تساقط الثلوج سم (إنش)        | 22.2 (8.7)                   | 12.6 (5.0)                   | 12.1 (4.8)                   | 10.7 (4.2)                   | 1.7 (0.7)                    | 0.0 (0.0)                    | 0.0 (0.0)                    | 0.0 (0.0)                    | 0.1 (0.0)                    | 5.6 (2.2)                    | 18.9 (7.4)                   | 23.2 (9.1)                   | 107.1 (42.2)                 |
| متوسط أيام هطول الأمطار (≥ 0.2 mm) | 8.9                          | 6.0                          | 6.8                          | 6.6                          | 10.9                         | 13.4                         | 12.4                         | 10.9                         | 10.3                         | 9.5                          | 7.3                          | 8.2                          | 111.1                        |
| متوسط الأيام الممطرة (≥ 0.2 mm)    | 0.0                          | 0.5                          | 2.0                          | 4.8                          | 10.7                         | 13.4                         | 12.4                         | 10.9                         | 10.3                         | 8.3                          | 1.9                          | 0.3                          | 75.5                         |
| متوسط الأيام المثلجة (≥ 0.2 cm)    | 8.9                          | 5.7                          | 5.2                          | 2.5                          | 0.33                         | 0                            | 0                            | 0                            | 0.4                          | 1.6                          | 5.9                          | 8.0                          | 38.1                         |
| المصدر: Environment Canada         |                              |                              |                              |                              |                              |                              |                              |                              |                              |                              |                              |                              |                              |

## أعلام
- باول ديك
- يان وايت
- سكوت باارستوو
- فيك بيترز
- إريك فوجت